# Domènec Sánchez i Deyà
Domènec Sánchez i Deyà (* 22. April 1852 in Barcelona; † 17. April 1925 in Barcelona) war ein katalanischer klassischer Violinist, Komponist und Musikpädagoge.

## Leben und Werk
Domènec Sánchez erhielt zunächst von seinem Vater, der als Violinlehrer am Gran Teatre del Liceu wirkte, Geigenunterricht. Als Wunderkind an der Geige trat er dann in das Conservatori del Liceu von Barcelona ein.
Er gab Konzerte in Barcelona und im restlichen Spanien oft zusammen mit dem Quartett, das er mit den Violinisten Josep Segura, Gàlvez und mit dem Violoncellisten Bonaventura Dini bildete. Seine eigentliche Berufslaufbahn begann er als Konzertmeister am Orquestra del Gran Teatre del Liceu. Von 1889 bis 1902 lehrte er am Conservatori del Liceu. Er war hier Lehrer von Eusebi Bosch, Francesc Montserrat, Josep Rocabruna und Josep Munné, der ihn später am Conservatori del Liceu ersetzte. 1909 ging er aufgrund der guten Erfahrungen der Fontova-Brüder (der Violinist, Dirigent und Schüler von Domènec Sánchez Lleó Fontova und der Pianist Conrad Abelard Fontova) nach Buenos Aires und eröffnete dort eine Musikakademie. Er spielte in Orchestern wie dem des Teatro de la Ópera und dem des Teatro Colón und gab Violinunterricht am Konservatorium des italienischen Pianisten Vincenzo Scaramuzza (1885–1968). 1923 zog er sich aus dem Berufsleben zurück und kehrte nach Barcelona zurück.
Er komponierte Kammermusik, tanzbare Werke wie den Walzer Lettres à Emilie, zahlreiche Kunstlieder und auch symphonische Werke.